# Лучше звоните Солу (4-й сезон)
Четвёртый сезон американского драматического телесериала «Лучше звоните Солу», премьера которого состоялась 6 августа 2018 года, а завершился он 8 октября 2018 года. Сезон состоял из десяти эпизодов, и он транслировался в США по понедельникам на канале AMC. Сериал является спин-оффом «Во все тяжкие», и его авторами стали Винс Гиллиган и Питер Гулд, оба из которых работали над «Во все тяжкие».
Действие первого и второго сезонов в основном происходило в 2002 году, а третий сезон продвигал сюжетную линию до 2003 года. Действие четвёртого сезона также в основном происходит в 2003 году, но последние четыре серии — в 2004 году. В четвёртом сезоне Джимми (Боб Оденкерк) и Ким (Рэй Сихорн) пытаются справиться со смертью Чака (Майкл Маккин). Говард Хэмлин (Патрик Фабиан) считает, что он несёт ответственность за смерть Чака, и страдает от депрессии и отрыва от работы. Майк (Джонатан Бэнкс) начинает проверку безопасности в Madrigal, игнорируя тот факт, что его контракт на консультацию должен был быть только бумажной сделкой. Гус (Джанкарло Эспозито) с подозрением относится к Начо (Майкл Мэндо) после инсульта Гектора (Марк Марголис). Начо становится кротом для Гуса в организации Саламанки. Гус нанимает инженера и строительную бригаду, чтобы начать строительство метамфетаминовой «суперлаборатории» под промышленной прачечной. Приезжает Лало Саламанка (Тони Далтон), чтобы начать управлять семейным наркобизнесом.
Четвёртый сезон «Лучше звоните Солу» получил похвалу от критиков и зрителей, а также шесть номинаций на 71-й церемонии премии «Эмми», включая за лучший драматический сериал.

## Производство
В июне 2017 года AMC продлило сериал на четвёртый сезон из десяти эпизодов.

### Съёмки
Действие «Лучше звоните Солу» разворачивается в Альбукерке, Нью-Мексико, там же и снимают сериал, также как и его предшественник. Съёмки четвёртого сезона начались в январе 2018 года. Режиссёром первого эпизода стала Минки Спиро. Производство завершилось 30 мая 2018 года.
В первой сцене сезона, Джимми использует свой псевдонимом Джин Такович во время работы в Cinnabon в торговом центре Омахи, Небраска. Действия сцен Cinnabon в «Лучше звоните Солу» разворачиваются в Омахе, но они были сняты в торговом центре Cottonwood Mall в Альбукерке, Нью-Мексико.
Марку Марголису, который играет наркобарона Гектора Саламанку, потребовалась операция на головном мозге после перенесения тяжёлой травмы головы в результате случайного падения во время съёмок.
Режиссёром эпизода «Пиньята» стал Эндрю Стэнтон, который наиболее известен как сценарист и режиссёр нескольких фильмов Pixar, среди которых «В поисках Немо» и «ВАЛЛ-И». Во время разговора с Марком Джонсоном и Мелиссой Бернштейн, исполнительными продюсерами шоу, ему было предложено принять возможность снять эпизод для «Лучше звоните Солу», на что он сразу согласился, поскольку он уже был поклонником «Во все тяжкие» и «Лучше звоните Солу», и хотел получить возможность работать с создателями Винсом Гиллиганом и Питером Гулдом.

### Кастинг
Боб Оденкерк возвращается в роли Джимми Макгилла, Джонатан Бэнкс в роли Майка Эрмантраута, Рэй Сихорн в роли Ким Уэкслер, Патрик Фабиан в роли Говарда Хэмлина, Майкл Мэндо в роли Начо Варга и Джанкарло Эспозито в роли Гуса Фринга. Майкл Маккин (Чака Макгилла), который был указан как член основного актёрского состава в предыдущих сезонах, не возвращается в качестве основного актёра после смерти Чака в финале третьего сезона. В интервью в июне 2017 года, после финала третьего сезона, Маккин прокомментировал возможность возвращения в сериал, заявив: «Я знаю, что они хотят вернуть меня для некоторых сцен-флэшбеков в грядущем сезоне». Маккин появился в качестве гостя в сцене флэшбека в начале шестого эпизода, «Пиньята», и снова в финале сезона, «Победитель».
В мае 2016 года сообщалось, что у Стефана Капичича будет второстепенная роль в четвёртом сезоне. Капичич заявил: «Я в восторге от того, что у меня есть шанс стать частью семьи „Лучше звоните Солу“. Это одно из моих любимых шоу на телевидении и это мечта, ставшая реальностью, так как я стал частью вселенной „Во все тяжкие“». Также было подтверждено, что персонаж Лало, в исполнении Тони Далтон, который был упомянут в эпизоде «Лучше звоните Солу» из «Во все тяжкие», появится в этом сезоне.
Эпизод «Нечто прекрасное» знаменует собой первое появление Гейла Беттикера в «Лучше звоните Солу», второстепенного персонажа из «Во все тяжкие», которого играет Дэвид Костабайл. Костабайл был в Альбукерке во время съёмок сериала «Раскопки», в то время как команда «Лучше звоните Солу» заканчивала производство первого сезона. Он встретился с сопродюсером Питером Гулдом и они договорились, что Гейл появится в «Лучше звоните Солу». Костабайл был в состоянии работать на съёмках «Лучше звоните Солу» между съёмками «Миллиардов», но у него было всего лишь около недели, чтобы запомнить и диалоги, и текст песни Тома Лерера «The Elements», которую он должен был петь в стиле караоке в своих сценах. Этот коротки период времени контрастировал с его прошлыми песенными выступлениями в «Во все тяжкие», когда у него было больше времени, чтобы выучить текст.

## Сюжет
Смерть брата Джимми, Чака, служит катализатором для его дальнейшего превращения в Сола Гудмана, а вхождение Джимми в преступный мир ставит под угрозу его отношения с Ким и его будущее в качестве адвоката. Смерть Чака также глубоко повлияла на Ким и Говарда. Майк становится нанятым консультантом Madrigal по вопросам безопасности. Попытка Начо убить Гектора Саламанку приводит к инсульту и инвалидности Гектора, а также влияет на деятельность наркокартеля Дона Эладио и на заговор Гуса Фринга, чтобы захватить его.
Шоураннер сериала Винс Гиллиган заявил в январе 2018 года, что «Лучше звоните Солу» «становится темнее в этом сезоне», а Боб Оденкерк (Джимми Макгилл) сказал, что четвёртый сезон перейдёт на «другой уровень».

## В ролях

### Основной состав
- Боб Оденкерк в роли Джимми Макгилла, адвоката, который исследует криминальный мир после того, как его юридическая лицензия была приостановлена во время спора с его ныне покойным братом Чаком.
- Джонатан Бэнкс в роли Майка Эрмантраута, консультанта по безопасности компании Madrigal Electromotive, который теперь работает в тесном контакте с Гусом Фрингом.
- Рэй Сихорн в роли Ким Уэкслер, адвоката, которая является подругой и доверенным лицом Джимми[19][20].
- Патрик Фабиан в роли Говарда Хэмлина, единственного управляющего партнёра компании «Хэмлин, Хэмлин и Макгилл» после смерти Чака. После смерти Чака, Хэмлин страдает бессонницей и депрессией.
- Майкл Мэндо в роли Начо Варга, преступника, работающего на наркосиндикат Саламанка, которого перетянул на свою сторону Густаво Фринг после его попытки убить Гектора Саламанку.
- Джанкарло Эспозито в роли Гуса Фринга, дистрибьютера метамфетамина, который использует свою сеть ресторанов быстрого питания «Los Pollos Hermanos» в качестве прикрытия, и шантажирует Начо, заставляя его работать на него.

### Второстепенный состав
- Марк Марголис в роли Гектора Саламанки, наркобарона, который входит в тот же картель, что и Гус, а также главный конкурент Гуса[21].
- Керри Кондон в роли Стейси Эрмантраут, овдовевшей невестки Майка и матери Кайли Эрмантраут[22].
- Джеремайя Битсуи в роли Виктора, прихвостня Гуса[23].
- Винсент Фуэнтес в роли Артуро, сообщника Гектора Саламанки[24].
- Энн Кьюсак в роли Ребекки Буа, бывшей жены Чака.
- Деннис Буцикарис в роли Рича Швайкарта, адвоката из «Sandpiper Crossing» в коллективном иске, который развивает Джимми.
- Эндрю Фридман в роли мистера Неффа, менеджера «Neff Copiers».
- Пурна Джаганнатан в роли доктора Морин Бракнер, нейрохирурга «Джонса Хопкинса», которой Гус тайно платил за лечение Гектора.
- Дэниел и Луис Монкада в ролях Леонеля и Марко Саламанка, кузенов Туко и племянников Гектора, которые являются наёмными убийцами для картеля[11].
- Хавьер Граэда в роли Хуана Болса, босса мексиканского наркокартеля.
- Рэй Кэмпбелл в роли Тайруса, прихвостень на зарплате у Гуса Фринга[24].
- Хуан Карлос Канту в роли Мануэля Варга, отца Начо, который является владельцем магазина мягкой мебели.
- Эбигейл Зои Льюис в роли Кайли Эрмантраут, внучки Майка.
- Рекс Линн в роли Кевина Вочтелла, главы Mesa Verde и одного из клиентов Ким[25].
- Кара Пифко в роли Пэйдж Новак, старшего советника для Mesa Verde и одного из клиентов Ким[25].
- Фрэнк Росс в роли Айры, грабителя, которого нанимает Джимми, и владелец Vamonos Pest.
- Кейко Анджена в роли Виолы Гото, паралегала Ким Уэкслер.
- Томми Нельсон в роли Рокко, лидер группы бандитов, которые грабят Джимми.
- Карлин Джеймс в роли Зейна, бандита, который грабит Джимми.
- Кори Чэпмен в роли Джеда, бандита, который грабит Джимми.
- Айлин Фогарти в роли миссис Нуин, владелицы маникюрного салона, где Джимми снимает заднюю комнату.
- Дэвид Костабайл в роли Гейла Беттикера, весёлый, дружелюбный химик, которому Гус помогает платить за обучение, а позже консультируется с ним[26].
- Райнер Бок в роли Вернера Циглера, инженер, нанятый Гусом для планирования и наблюдения за строительством его метамфетаминовой «суперлабораторией».
- Стефан Капичич в роли Каспера, члена команды Вернера Циглера по строительству метамфетаминовой «суперлаборатории» Гуса.
- Бен Бела Бём в роли Кая, члена команды Вернера Циглера по строительству метамфетаминовой «суперлаборатории» Гуса, к которому Майк начинает относиться с подозрением.
- Лавелл Кроуфорд в роли Хьюэлла Бабино, профессионального карманника, нанятого Джимми.
- Майкл Маккин в роли Чарльза Линдберга «Чака» Макгилла-мл., покойного старшего брата Джимми и партнёра-основателя HHM. Чак покончил с собой в конце третьего сезона. Он появляется во флэшбеках.
- Джош Фадем в роли оператора, кино-студента, который помогает Джимми в различных проектах и махинациях.
- Хэйли Холмс в роли актрисы, кино-студентки, которая помогает Джимми в различных проектах и махинациях.
- Тони Далтон в роли Эдуардо «Лало» Саламанки, члена семьи Саламанка, который приезжает, чтобы помочь в управлении наркобизнесом Гектора.

### Приглашённые звёзды
- Эд Бегли-мл. в роли Клиффорда Мэйна, основателя юрфирмы «Davis & Main», где Джимми работал адвокатом во втором сезоне.
- Лора Фрейзер в роли Лидии Родарт-Куэйл, исполнительного директора Madrigal Electromotive и помощницы Гуса Фринга[24].
- Дж. Б. Бланк в роли Барри Гудмана, врача на зарплате у Гуса Фринга.
- Джо ДеРоса в роли доктора Кальдеры, ветеринара, который служит связным Майка и Джимми с преступным миром[25].
- Тамара Тюни в роли Аниты, члена группы поддержки Майка, с которой он подружился.
- Тина Паркер в роли Франчески Лидди, секретарши Сола.
- Питер Дисет в роли Билла Оукли, заместителя окружного прокурора.
- Макс Арсиньега в роли Доминго «Крейзи-8» Молины.
- Брэндон К. Хэмптон в роли Эрнесто, помощника Чака, который работает на HHM. Появляется во флэшбеке.

## Эпизоды
| № общий | № в сезоне | Название                                  | Режиссёр        | Автор сценария           | Дата премьеры    | Зрители в США (млн) |
| --- | ---------- | ----------------------------------------- | --------------- | ------------------------ | ---------------- | ------------------- |
| 31 | 1          | «Дым» «Smoke»                             | Минки Спиро     | Питер Гулд               | 6 августа 2018   | 1,77                |
| В 2003 году Джимми и Ким узнают о смерти Чака, и, считая себя виновным, Джимми впадает в депрессию. Говард устраивает похороны Чака, а позже признает, что считает, что его решение уволить Чака из HHM стало причиной самоубийства Чака. Говард объясняет, что страховые выплаты Чака на случай адвокатской ошибки стали непомерными, но он не понимал, что Джимми виноват в том, что сообщил страховщикам о нестабильном состоянии брата. Джимми позволяет Говарду взять на себя вину и быстро возвращается к своему беззаботному поведению. Майк консультирует компанию «Madrigal Electromotive» по вопросам безопасности и подробно описывает список нарушений, которые он обнаружил во время своего первого визита на объект. После инсульта Гектора боссы картеля приказывают Начо и Артуро взять на себя работу Гектора по торговле наркотиками. Гас по-прежнему подозревает Начо и дает указание Виктору следить за ним. |            |                                           |                 |                          |                  |                     |
| 32 | 2          | «Вздох» «Breathe»                         | Мишель Макларен | Томас Шнауц              | 13 августа 2018  | 1,55                |
| Поскольку юридическая лицензия Джимми была приостановлена, он проходит собеседование на работу продавцом в Neff Copiers и видит возможность украсть ценную фарфоровую статуэтку Хаммеля. Ребекка и Ким встречаются с Говардом, чтобы обсудить распоряжение имуществом Чака. Ким не знает о роли Джимми в событиях, которые привели к смерти Чака, и сильно ссорится с Говардом, критикуя того за плохое отношение к Джимми. Лидия говорит Майку, что его консультации по безопасности являются лишь бумажной формальностью и помогают облегчить отмывание денег, которые он украл у Саламанки. Майк настаивает на продолжении фактических проверок, утверждая, что они дают правдоподобное объяснение на случай, если кто-нибудь заинтересуется бухгалтерией. Гас незаметно платит опытному врачу, чтобы тот помог Гектору оправиться от инсульта, и узнает, что в этом виноват Начо. Гас сообщает Начо, что он знает о его попытке убить Гектора, но Саламанки этого не знают, и благодаря этой ситуации Начо теперь находится под контролем Гаса. |            |                                           |                 |                          |                  |                     |
| 33 | 3          | «Что-то прекрасное» «Something Beautiful» | Дэниел Сакхайм  | Гордон Смит              | 20 августа 2018  | 1,51                |
| Майк не хочет красть статуэтку, поэтому Джимми нанимает Айру. Ким возвращается к работе с «Меса Верде», но обеспокоена их запланированным быстрым расширением. Виктор и Тайрус подстраивают смерть Артуро так, чтобы она выглядела как нападение банды, отвлекая внимание от Начо и скрывая его связь с Гасом. Постановочное нападение включает пулевые ранения Начо, который зовет на помощь Леонеля и Марко (кузенов). Им удается доставить Начо к доктору Кальдере живым; он спасает Начо, но рекомендует ему обратиться за надлежащей помощью, чтобы не было осложнений. Кузены предупреждают картель, что нападение похоже на другое нападение, совершенное ранее на один из их грузовиков (на грузовик который напал Майк, скрывая свою личность). Обеспокоенный тем, что их мексиканские маршруты уязвимы, Хуан Болса направляет Гаса искать местных производителей. Гас посещает университет, чтобы проверить качество образцов метамфетамина, которые он дал Гейлу Беттикеру для тестирования. Ким рассказывает Джимми о завещании Чака. |            |                                           |                 |                          |                  |                     |
| 34 | 4          | «Говорить» «Talk»                         | Джон Шибан      | Хезер Мэрион             | 27 августа 2018  | 1,53                |
| Джимми быстро надоедает управлять магазином сотовых телефонов, и он пытается развивать бизнес. Позже он встречается с Айрой, который продал украденную статуэтку дороже, чем ожидалось, и предлагает совершать кражи в будущем. Устав от работы в «Меса Верде», Ким наблюдает за работой судьи Мансингера, и, надеясь возродить интерес к закону, берется работать адвокатом защиты pro bono. Виктор продает Эспиносам наркотики, полученные в результате фальшивого нападения на Начо. Начо сообщает Саламанкам, что нападение совершили Эспиносы. Кузены убивают Эспиносов, забирают «украденные» наркотики и возвращаются в Мексику. Начо понимает, что, устранив Эспиносов, Гас обеспечил себе больше территории, но не видит всего масштаба плана Гаса. Майк ссорится с Генри в их группе поддержки за ложные заявления о том, что его жена умерла. Позже он проверяет другое рабочее место «Мадригал» и предоставляет список нарушений, которые нужно исправить. Майк понимает скрытые мотивы Гаса и говорит ему предоставить информацию о «работе», которую необходимо выполнить. |            |                                           |                 |                          |                  |                     |
| 35 | 5          | «Ничего себе поездочка» «Quite a Ride»    | Майкл Моррис    | Энн Черкис               | 3 сентября 2018  | 1,53                |
| Во флешфорварде (действие происходит в серии «Озимандия» сериала «Во все тяжкие») Франческа быстро уничтожает документы, а Сол лихорадочно собирает деньги, сувениры и документы из своего офиса, а затем связывается со своим специалистом по «исчезновениям» для получения новой личности. В 2003 году Джимми убеждает клиента купить несколько сотовых телефонов с предоплатой, чтобы сохранить свою конфиденциальность, а затем Джимми приходит в голову идея получить прибыль, перепродавая телефоны с предоплатой на улице. Он продает их все, но затея оказывается безуспешной, так как его ограбили трое подростков. Пока Ким лечит раны Джимми, он винит себя в том, что не осознал угрозы, и обещает обратиться к психологу, но вместо этого на следующий день, как обычно, идет на работу. Ким назначают адвокатом на безвозмездной основе для нескольких обвиняемых. Когда в «Меса Верде» возникает проблема с недавним оформлением документов, Ким доводит свое текущее дело до завершения, прежде чем ответить, за что Пейдж позже делает ей выговор. Майк незаметно сопровождает иностранных инженеров-строителей через промышленную прачечную, чтобы они могли оценить пространство внизу в качестве места для запланированной Гасом «суперметлаборатории». Гас впечатлен одним из инженеров, Вернером Зиглером, и предлагает ему работу по планированию и надзору за строительством объекта. |            |                                           |                 |                          |                  |                     |
| 36 | 6          | «Пиньята» «Piñata»                        | Эндрю Стэнтон   | Дженнифер Хатчисон       | 10 сентября 2018 | 1,40                |
| В воспоминаниях Ким и Джимми работают в почтовом отделении HHM. Студентка третьего курса юридического факультета Ким демонстрирует свои юридические знания, впечатляя еще здорового Чака и пробуждая любопытство Джимми. Спустя годы Ким совмещает работу в «Меса Верде» с защитой по уголовным делам на безвозмездной основе, а Джимми испытывает финансовые трудности во время своего отстранения. Ким присоединяется к «Schweikart & Cokely», что позволяет ей вести как «Меса Верде», так и уголовные дела, но разочаровывает Джимми, который понимает, что его мечта о возобновлении работы офиса «Уэкслер-Макгилл» рухнула. Джимми узнает, что Джеральдин, его первая клиентка, которая занималась уходом за престарелыми, умерла, и он скорбит о ней больше, чем о Чаке. Джимми пытается пробудить подавленного Говарда речью о «жесткой любви». Джимми использует свое наследство в размере 5000 долларов, чтобы купить сотовые телефоны с предоплатой для перепродажи на улицах. На этот раз Джимми запугивает трех нападавших подростков, заставляя их оставить его в покое. Майк создает секретные помещения для жизни и отдыха для команды Вернера, которые начинают строить «суперметлабораторию» Гаса. Гас навещает госпитализированного, находящегося без сознания Гектора, и предсказывает их будущее, рассказывая детскую историю о ловушке для коати, съевшего плод с дерева, которое Гас выходил. Вместо того, чтобы гуманно убить раненого коати после его поимки, Гас держал его и позволял ему страдать, пока тот не умер. |            |                                           |                 |                          |                  |                     |
| 37 | 7          | «Что-то глупое» «Something Stupid»        | Дебора Чоу      | Элисон Татлок            | 17 сентября 2018 | 1,35                |
| После последовательности прыжков во времени на несколько месяцев действие сериала происходит в 2004 году. Джимми и Ким отдаляются все дальше друг от друга. Рука Ким зажила, и, к огорчению Джимми, она процветает в «Schweikart & Cokely». При этом расширение «Меса Верде» продолжается по графику, а Ким находит время для безвозмездной работы над уголовными делами, что доставляет ей удовольствие. Джимми планирует вернуться к юридической практике. Его бизнес по перепродаже телефонов с предоплатой на улице продолжает расти, и он все чаще использует псевдоним «Сол Гудман». Хьюэлла арестовывают за нападение на полицейского, который пытается заставить Джимми прекратить свой телефонный бизнес, и Джимми привлекает Ким для защиты. Он пытается заставить ее очернить полицейского, чтобы обвинения были сняты, но Ким отказывается, говоря Джимми, что у нее есть способ получше. Гектор начинает восстанавливаться после инсульта, поэтому Гас увольняет доктора Брукнера, фактически запирая выздоровевший разум Гектора в его невосстановившемся теле. Майк наблюдает за командой Вернера во время строительства подземной метлаборатории; работа идет медленнее, чем ожидалось, что расстраивает команду; Майку приходится вмешаться, чтобы прекратить драку. |            |                                           |                 |                          |                  |                     |
| 38 | 8          | «Коасати» «Coushatta»                     | Джим Маккей     | Гордон Смит              | 24 сентября 2018 | 1,37                |
| Ким привлекает сотрудников S&C к защите Хьюэлла и указывает, что похоронит прокурора Сюзанну Эриксен в бумажной работе. Джимми едет на автобусе, использует различные ручки и бумагу, чтобы писать письма поддержки для Хьюэлла, и привлекает других пассажиров для помощи. Почту отправляют с обратными адресами и почтовыми штемпелями из Коасати, штат Луизиана, родного города Хьюэлла. Сюзанна проводит расследование, но Джимми организовал поддельный церковный веб-сайт, а съемочная группа отвечает на звонки на мобильные телефоны. Фальшивая поддержка заставляет Сюзанну принять сделку, что спасает Хьюэлла от тюрьмы. Ким в восторге и говорит Джимми, что хочет снова вести себя подобным образом. Майк устраивает стриптиз-клуб для Вернера и его команды. Кай начинает драку, но настоящей проблемой является Вернер, который в пьяном виде обсуждает с незнакомцами детали подземной бетонной конструкции. Полностью выздоровевший Начо занимает видное место в организации Саламанки и обучает Доминго наказывать торговцев, не выполняющих свою недельную норму. Эдуардо «Лало» Саламанка прибывает, чтобы помочь в управлении бизнесом. В отличие от Гектора, Лало интересуют бытовые подробности, что затрагивает Начо. Дома Начо держит сейф с наличными и поддельными канадскими удостоверениями личности для себя и своего отца. |            |                                           |                 |                          |                  |                     |
| 39 | 9          | «До свидания» «Wiedersehen»               | Винс Гиллиган   | Дженнифер Хатчисон       | 1 октября 2018   | 1,35                |
| Джимми и Ким тайно заменяют утвержденные планы филиала «Меса Верде» в Лаббоке, штат Техас, планами бо́льшего здания. Джимми красноречиво отвечает на вопросы на слушаниях о восстановлении в должности, но его заявление отклоняют. Председатель предполагает, что ответы Джимми были неискренними, и когда он рассказывает подробности Ким, та объясняет Джимми, что он не упомянул Чака. Отношения Джимми с Чаком привели к его отстранению, поэтому комиссия ожидала, что Джимми обсудит этот момент. Джимми в свою защиту обвиняет Ким в том, что она «прячется» у него всякий раз, когда ей что-то нужно, в то время как Ким говорит, что всегда поддерживает Джимми, а он создает себе проблемы. Той ночью Джимми начинает съезжать, но Ким останавливает его и предлагает помочь ему добиться восстановления на работе. Лало навещает Гектора и улучшает его коммуникативные способности с помощью звонка консьержа, который Лало оставил в качестве сувенира после того, как Гектор убил владельца гостиницы и сжег здание. Лало благодарит Гаса за спасение жизни Гектора и оплату его лечения. Затем он просит Начо показать ему, где Саламанки получают свои наркотики после того, как грузовики Гаса привозят их из Мексики. Бригада Вернера взрывает скалу, препятствующую строительству лифта, и празднует почти завершенную работу. Вернер скучает по жене и сбегает. |            |                                           |                 |                          |                  |                     |
| 40 | 10         | «Победитель» «Winner»                     | Адам Бернштейн  | Питер Гулд и Томас Шнауц | 8 октября 2018   | 1,53                |
| Во флешбэке Чак изображает энтузиазм в тот день, когда Джимми становится адвокатом. В 2004 году Ким помогает Джимми привлечь внимание окружающих, чтобы тот публично изобразил скорбь по Чаку. Джимми участвует в собеседовании с кандидатами на получение стипендии Чака и знакомится с девушкой, чье прошлое связано с магазинными кражами. Джимми говорит ей, что другие члены группы не выбрали ее, и говорит, что сильные мира сего никогда не забудут ее юношескую ошибку, поэтому она должна сделать все необходимое, чтобы пробиться. На слушаниях Джимми экспромтом говорит о том, как он хочет прославить имя Макгилл. Его апелляция удовлетворена, но Джимми сообщает Ким, что это была афера. Также он сообщает, что не будет практиковать под своим именем, что ошеломляет Ким. Лало наблюдает за наркобизнесом Гаса и узнает о его повседневной рутине. Вернер планирует свидание со своей женой. Майк узнает местонахождение Вернера от клерка, которого Лало позже убивает. Лало обманом заставляет Вернера раскрыть детали конструкции лаборатории по телефону, прежде чем Майк заканчивает разговор. Майк неохотно соглашается убить его, поэтому Вернер звонит жене в аэропорт и отправляет ее домой, после чего Майк убивает его. Гас показывает Гейлу почти законченную лабораторию. |            |                                           |                 |                          |                  |                     |

## Реакция
Четвёртый сезон, как и предыдущие три, получил похвалу от критиков, особенно за его темп и развитие персонажей. На сайте Metacritic четвёртый сезон имеет рейтинг 87 из 100, на основе 16 отзывов. На сайте Rotten Tomatoes у четвёртого сезона рейтинг 99% на основе 30 отзывов, со средним рейтингом 8,86/10. Критический консенсус сайта гласит: «Хорошо продуманный и неотразимый, как всегда, „Лучше звоните Солу“ ловко балансирует между тем шоу, которым оно было, и тем, каким оно неизбежно станет». Основываясь на первых трёх эпизодах четвёртого сезона, Лиз Шеннон Миллер из «IndieWire» дала сериалу очень положительный отзыв с оценкой «A». Она написала, что четвёртый сезон «лучше, глубже и смелее», и что это «одно из самых тонких и блестящих шоу на телевидении».

### Рейтинги
| №  | Название                | Дата показа      | Рейтинг (18—49) | Зрителей (миллионов) | DVR (18—49) | Зрителей DVR (миллионов) | Всего (18—49) | Всего зрителей (миллионов) |
| -- | ----------------------- | ---------------- | --------------- | -------------------- | ----------- | ------------------------ | ------------- | -------------------------- |
| 1  | «Дым»                   | 6 августа 2018   | 0,6             | 1,77                 | 0,5         | 1,41                     | 1,1           | 3,18                       |
| 2  | «Вдох»                  | 13 августа 2018  | 0,4             | 1,55                 | 0,7         | 1,77                     | 1,1           | 3,32                       |
| 3  | «Нечто прекрасное»      | 20 августа 2018  | 0,4             | 1,51                 | 0,5         | 1,35                     | 0,9           | 2,86                       |
| 4  | «Разговор»              | 27 августа 2018  | 0,4             | 1,53                 | 0,7         | 1,99                     | 1,1           | 3,52                       |
| 5  | «Ничего себе поездочка» | 3 сентября 2018  | 0,4             | 1,53                 | 0,7         | 1,87                     | 1,1           | 3,40                       |
| 6  | «Пиньята»               | 10 сентября 2018 | 0,4             | 1,40                 | 0,7         | 1,98                     | 1,1           | 3,38                       |
| 7  | «Глупость»              | 17 сентября 2018 | 0,4             | 1,35                 | 0,5         | 1,44                     | 0,9           | 2,79                       |
| 8  | «Коасати»               | 24 сентября 2018 | 0,5             | 1,37                 | 0,4         | 1,42                     | 0,9           | 2,79                       |
| 9  | «До свидания»           | 1 октября 2018   | 0,5             | 1,35                 | 0,5         | 1,74                     | 1,0           | 3,10                       |
| 10 | «Победитель»            | 8 октября 2018   | 0,5             | 1,53                 | 0,6         | 1,71                     | 1,1           | 3,24                       |

1. 1 2 3 4  Рейтинги Live +7 были недоступны, так что вместо них были использованы рейтинги Live +3.

### Награды
В 2018 году Американский институт киноискусства назвал «Лучше звоните Солу» одной из 10 лучших телевизионных программ года. Сериал победил в категории выдающиеся достижения в драме на 35-й церемонии премии Ассоциации телевизионных критиков.
На 71-й церемонии премии «Эмми», сериал получил номинации в шести категориях: лучший драматический сериал, Боб Оденкерк как лучший актёр в драматическом сериале, Джонатан Бэнкс и Джанкарло Эспозито как лучшие актёры второго плана в драматическом сериале, Майкл Маккин как лучший приглашённый актёр в драматическом сериале, и Томас Шнауц и Питер Гулд за лучший сценарий драматического телесериала за эпизод «Победитель».